# 사빈 메리노
사빈 메리노 술로아가(스페인어: Sabin Merino Zuloaga saˈβin meˈɾino[*], 바스크어:  s̺aβin meɾino, 1992년 1월 4일, 바스크 주 우르둘리스 ~)는 스페인의 프로 축구 선수로, 현재 레가네스에서 주로 좌측 미드필더를 맡고 있다.

## 클럽 경력

### 아틀레틱 빌바오
바스크 주 비스카이아 도 우르둘리스 출신인 메리노는 다노크 바트의 유소년부를 졸업했지만, 중간에 아틀레틱 빌바오의 레사마와 미국의 자바논을 거치기도 했다. 2011년 여름, 그는 사자 군단으로 복귀해 테르세라 디비시온의 위성 구단 소속으로 성인 무대 신고식을 치렀다.
2013년 6월 21일, 메리노는 세군다 디비시온 B의 2군으로 올라섰다. 2015년 6월 29일, 시즌 개인 최다 18골을 기록하면서 소속 구단을 19년 만에 세군다 디비시온으로 올려놓은 후, 라 리가의 1군으로 승격되었다.
2015년 8월 6일, 메리노는 0-0으로 비긴 인테르 바쿠와의 유로파리그 3차 예선전 원정 경기에 후반전에 하비에르 에라소와 교체되어 들어가 출전하여 공식 첫 경기를 치렀다. 기예르모가 떠나면서, 그는 1군 번호를 받을 수 있게 되었고, 그렇게 해서 받은 등번호는 25번이었다.
메리노는 2015년 8월 14일에 4-0 안방 대승을 거둔 바르셀로나와의 수페르코파 데 에스파냐 경기에서 좌측 미드필더로 선발로 출전해 아리츠 아두리스의 2번째 골을 도왔다. 8월 20일, 그는 2-3으로 패한 질리나와의 유로파리그 플레이오프전에서 첫 프로 무대 득점을 기록했다.
메리노는 1-2로 패한 레알 마드리드와의 2015년 9월 23일 안방 경기에서 스페인 1부 리그 1호골을 기록했다.

### 레가네스
2018년 8월 31일, 메리노는 또다른 1부 리그 구단인 레가네스로 1년 동안 임대되었다. 이듬해 5월, 아틀레틱이 그를 방출하면서, 1년 정식 계약을 맺고 바로 마드리드 연고 구단의 일원이 되었다.

### 데포르티보
2020년 1월 14일, 메리노는 세군다 디비시온의 데포르티보와 2년 반 계약을 맺고 입단했다. 그는 처음 4경기에서 모두 득점을 기록해 종전에 1992년의 베베투가 세웠던 기록과 동률을 이루었다. 그 결과, 메리노는 1월 세군다 디비시온 이달의 선수로 선정되었다.

### 레가네스 복귀
2020년 8월 17일, 데포르가 강등되면서, 메리노는 레가네스에 복귀했다.

## 국가대표팀 경력
메리노는 스페인 국가대표팀 경기에 출전한 적이 없다. 다만, 그는 바스크 대표팀 비공식 경기에 출전한 경력이 있다.

## 수상
아틀레틱 빌바오
- 수페르코파 데 에스파냐: 2015[8]

개인
- 세군다 디비시온 이달의 선수: 2020년 1월[15]